# لين كرومبتون
لين كرومبتون (بالإنجليزية: Len Crompton)‏ (26 مارس 1902 في المملكة المتحدة - ) هو لاعب كرة قدم بريطاني في مركز حراسة المرمى. لعب مع نادي بارنسلي ونادي بلاكبول ونادي روتشديل ونورويتش سيتي وLancaster City F.C. ‏ وRossendale United F.C. ‏.